# Kvaksalveren
Kvaksalveren er en amerikansk stumfilm fra 1917 af Roscoe Arbuckle.

## Medvirkende
- Roscoe 'Fatty' Arbuckle som Dr. Fatty Holepoke
- Buster Keaton
- Al St. John
- Alice Mann
- Alice Lake